# Otmar Langerholc
Otmar Langerholc, slovenski brigadni general, * 11. oktober 1885, Celje, † 14. september 1970, Beograd.

## Življenjepis
Osnovno šolo in štiri razrede realke je končal na Ptuju, kasneje pa je med letoma 1901 in 1904 obiskoval kadetsko šolo v Mariboru. Po končani kadetski šoli je od leta 1905 do zloma Avstro-ogrske v letu 1918 služil v 9. pehotnem polku na ruskem in italijanskem bojišču. 
2. septembra 1914 je bil na ruskem bojišču pred Lublinom lažje ranjen v levi laket.

## Napredovanja

### Avstro-ogrska
- praporščak (18. avgust 1905)
- podporočnik (1. maj 1908)
- poročnik (1. november 1912)
- stotnik II. razreda (1. september 1915)

### Kraljevina SHS
- stotnik I. razreda (10. marec 1919)
- major (14. oktober 1920)
- podpolkovnik (14. oktober 1924)
- polkovnik (17. december 1929)
- pehotni brigadni general (6. september 1939)

## Dolžnosti
- načelnik intendanture Dravske divizije (14. januar 1919 – 23. september 1919)
- poveljnik 2. čete 3. bataljona 16. pehotnega polka »Car Nikola« (23. september 1919 – 21. junij 1922)
- poveljnik čete in bataljona v 39. pehotnem polku v Celju in na bolgarski meji (21. junij 1922 – 14. april 1927)
- poveljnik 3. in 4. bataljona 49. pehotnega polka v Strumici in Berovem (26. april 1927 – 28. maj 1930)
- pomočnik poveljnika 32. pehotnega polka v Mostarju (12. 6. 1930 – 30. maj 1932)
- poveljnik 32. pehotnega polka v Mostarju (30. maj 1932 – 2. april 1935)
- poveljnik 47. pehotnega polka (2. april 1935 – 31. december 1935)
- poveljnik 4. pehotnega polka (1. februar 1936 – 8. november 1936)
- poveljnik vojaškega okrožja v Prokuplju (8. november 1936 – 27. november 1938)
- poveljnik 3. pehotnega polka (6. november 1938 – 12. september 1939)
- vršilec dolžnosti poveljnika pehote Moravskega divizijskega območja (12. september 1939)

## Odlikovanja
- red belega orla V. stopnje
- red belega orla IV. stopnje
- red jugoslovanske krone IV. stopnje

V obdobju 1941-1945 je bil v nemškem ujetništvu.